# زنجره فرعون
زنجره فرعون (نام علمی: Magicicada septendecim) نام یک گونه از سرده زنجره‌های دوره‌ای است.